# Cantonul Saint-Omer-Nord
Cantonul Saint-Omer-Nord este un canton din arondismentul Saint-Omer, departamentul Pas-de-Calais, regiunea Nord-Pas-de-Calais, Franța.

## Comune
| Comune                | Populație (1999) | Cod poștal | Cod INSEE |
| --------------------- | ---------------- | ---------- | --------- |
| Clairmarais           | 689              | 62500      | 62225     |
| Houlle                | 917              | 62910      | 62458     |
| Moringhem             | 383              | 62910      | 62592     |
| Moulle                | 909              | 62910      | 62595     |
| Saint-Martin-au-Laërt | 3.921            | 62500      | 62757     |
| Saint-Omer            | 15.747 (1)       | 62500      | 62765     |
| Salperwick            | 486              | 62500      | 62772     |
| Serques               | 1.034            | 62910      | 62792     |
| Tilques               | 947              | 62500      | 62819     |